# Првомај
Првомај (буг. Първомай) град је у Републици Бугарској, у средишњем делу земље, седиште истоимене општине Првомај у оквиру Пловдивске области.

## Географија
Положај: Првомај се налази у средишњем делу Бугарске. Од престонице Софије град је удаљен 190 km источно, а од обласног средишта, Пловдива град је удаљен 40 km источно.
Рељеф: Област Првомаја се налази у бугарском делу Тракије, у долини реке Марице. Град се сместио уз реку, на приближно 130 m надморске висине.
Клима: Клима у Првомају је континентална.
Воде: Кроз Првомај протиче позната река Марица средњим делом свог тока. Град се налази на десној обали реке.

## Историја
Област Првомаја је првобитно било насељено Трачанима, а после њих овом облашћу владају стари Рим и Византија. Јужни Словени ово подручеје насељавају у 7. веку. Од 9. века до 1373. године област је била у саставу средњовековне Бугарске.
Крајем 14. века област Првомаја је пала под власт Османлија, који владају облашћу 5 векова.
Године 1885. град је постао део савремене бугарске државе. Насеље постоје убрзо средиште окупљања за села у околини, са више јавних установа и трговиштем.

## Становништво
По проценама из 2007. године Првомај је имао око 15.000 становника. Огромна већина градског становништва су етнички Бугари. Остатак су махом Роми. Последњих деценија град губи становништво због удаљености од главних токова развоја у земљи.
Претежан вероисповест месног становништва је православна, а мањинска ислам.